# فارنوالده
فارنوالده (به آلمانی: Fahrenwalde) یک شهر در آلمان است که در فرپومرن-گرایفسوالد واقع شده‌است. فارنوالده ۳۰۹ نفر جمعیت دارد.